# Modification de la Constitution du Canada
La  modification de la Constitution du Canada est régie par la partie V de la Loi constitutionnelle de 1982. Cette partie ne prévoit pas une seule manière de modifier la Constitution, mais édicte quatre formules selon le type de modification. Ainsi, selon le sujet de la modification, le consentement des deux assemblées législatives (Chambre des communes et Sénat) du Parlement fédéral et des dix assemblées législatives provinciales peut être requis, ou seulement de certaines d'entre elles.
De 1867 à 1982, la Constitution du Canada devait en grande partie être modifiée par le Parlement du Royaume-Uni. Les deux assemblées législatives fédérales adoptaient une adresse conjointe demandant au Parlement du Royaume-Uni d'effectuer la modification souhaitée, lequel s'exécutait. Lors de la modification constitutionnelle de 1982 (communément appelé le rapatriement de la Constitution du Canada), la procédure de modification actuelle a été adoptée de sorte que les institutions parlementaires canadiennes sont devenues les seules autorités compétentes pour modifier la Constitution du Canada.
Plusieurs tentatives de modifier la Constitution ont été faites depuis 1982. Bien que plus d'une quinzaine de modifications aient été réalisées, aucun changement majeur ne s'est produit. Le Québec n'ayant pas consenti à l'adoption de la Loi constitutionnelle de 1982, plusieurs négociations se sont tenues, sans succès, pour convaincre la province d'adhérer politiquement à la Constitution du Canada. Cela a mené à l'Accord du lac Meech et à l'Accord de Charlottetown.

## Historique
Le contenu de la Constitution du Canada a toujours figuré dans différentes lois adoptées par le Parlement du Royaume-Uni. La plupart de ces lois portaient le titre officieusement traduit d'Actes de l'Amérique du Nord britannique, dont la principale est sans contredit l'Acte de l'Amérique du Nord britannique de 1867. Contrairement à d'autres constitutions formelles dans le monde, cette loi, à l'exception du pouvoir des parlements provinciaux de modifier certaines dispositions, ne contenait aucune procédure générale de modification; ainsi, les changements devaient être apportés par l'adoption d'une simple loi du Parlement du Royaume-Uni. Pour ce faire, la Chambre des communes et le Sénat devaient adopter une adresse conjointe demandant au Parlement du Royaume-Uni de procéder aux changements désirés. Ceux-ci étaient toujours adoptés avec un minimum de débat des politiciens britanniques.
Le rapatriement de la Constitution en 1982 visait notamment à rendre le Canada complètement indépendant quant à sa Constitution. La procédure de modification actuelle a donc été établi de sorte que le Canada est devenu seul responsable de modifier sa Constitution. Les négociations sur cette formule de modification ont été laborieuses. Elles ont débuté en 1927 et se sont accentuées dans les années 1960, 1970 et 1980. La formule de modification a finalement été conclue lors de l'Accord constitutionnel du 5 novembre 1981 à la fin de la conférence constitutionnelle de la dernière chance.

## Procédure de modification
Il existe quatre procédures distinctes de modification de la Constitution du Canada. Elles sont prévues aux articles 38 à 45 de la Loi constitutionnelle de 1982. Chacune s'applique à une certaine catégorie de modifications constitutionnelles. Il s'agit de (1) la formule générale, (2) la formule de l'unanimité, (3) la formule des arrangements spéciaux et (4) la formule unilatérale fédérale ou provinciale.
Bien que ce ne soit pas exigé par la Constitution, une consultation populaire dans chaque province est aussi considérée comme nécessaire par plusieurs acteurs politiques et gouvernements, surtout après le précédent établi par l'Accord de Charlottetown.

### Formule générale
La formule générale s'applique lorsqu'aucune autre procédure n'est prévue. Elle exige que la modification soit adoptée par la Chambre des communes, par le Sénat et par les assemblées législatives d'au moins sept provinces représentant au moins 50 % de la population de toutes les provinces. Cette formule est fréquemment appelée « 7 / 50 »,. Elle doit être utilisée, par exemple, pour modifier le partage des compétences ou la Charte canadienne des droits et libertés.
Cette formule reconnaît un droit de retrait dans tous les cas impliquant un transfert de compétences provinciales au fédéral avec une compensation obligatoire en matière d'éducation ou dans d'autres domaines culturels.

### Formule de l'unanimité
La formule de l'unanimité s'applique pour cinq types de modifications prévues à l'article 41 de la Loi constitutionnelle de 1982. Il s'agit de la monarchie canadienne, du droit d'une province d'avoir au moins autant de députés à la Chambre des communes qu'au Sénat, de l'usage du français ou de l'anglais, de la composition de la Cour suprême et des modifications à la formule de modification. Dans ces cas, la modification doit être adoptée par la Chambre des communes, le Sénat et par toutes les assemblées législatives des provinces. Le consentement du Sénat pouvant être passé outre, c'est donc dire que la Chambre des communes et les assemblées législatives de chaque province possèdent un droit de veto sur chaque modification proposée.

### Formule bilatérale ou multilatérale
La formule bilatérale ou multilatérale s'applique lorsqu'une ou plusieurs provinces et le gouvernement fédéral veulent modifier une disposition de la Constitution qui ne touche que cette ou ces provinces. Dans ces cas, seuls le Parlement fédéral et l'assemblée de la ou des provinces concernées ont à donner leur accord. Cela s'applique notamment à la modification d'une frontière entre deux provinces ou à la modification de dispositions qui ne touchent qu'une seule province (sur certaines protections linguistiques ou religieuses dans la province par exemple).

### Formule unilatérale fédérale ou provinciale
Finalement, la dernière formule (unilatérale fédérale énoncée à l'article 44 de la Loi constitutionnelle de 1982 et unilatérale provinciale énoncée à l'article 45 de la Loi constitutionnelle de 1982) permet à un ordre de gouvernement de modifier les dispositions de la Constitution du Canada le concernant uniquement, c'est-à-dire les règles qui touchent par exemple le « fonctionnement d'un organe du gouvernement de la province » ou du fédéral. Cette procédure de modification existait déjà dans la Loi constitutionnelle de 1867 et a été déplacée dans la Loi constitutionnelle de 1982. Par exemple, en 1968, le Québec a aboli son Conseil législatif pour devenir un parlement unicaméral.

## Exigences supplémentaires pour une modification
En plus des formules de modifications prévues, il existe quelques lois particulières qui posent des conditions supplémentaires à la modification de la Constitution. Ces lois ne font toutefois pas partie de la Constitution si bien que les parlements peuvent les changer à tout moment.

### Loi concernant les modifications constitutionnelles
Afin de répondre aux critiques principalement du Québec, le parlement fédéral s'est engagé à ne pas donner son accord à une modification constitutionnelle sans l'accord majoritaire des cinq grandes régions du Canada : la Colombie-Britannique, les provinces des Prairies, l'Ontario, le Québec et les provinces de l'Atlantique.
Cet engagement s'est concrétisé dans une loi du parlement fédéral : la Loi concernant les modifications constitutionnelles. Cette loi prévoit que le gouvernement ne présentera pas de projet de modification constitutionnelle sans l'accord du Québec, de l'Ontario et de la Colombie-Britannique. Pour les provinces des Prairies et les provinces de l'Atlantique, le gouvernement fédéral attendra l'accord d'au moins deux provinces de chacune de ces deux régions à condition qu'elles représentent au moins 50 % de la population de la région en question.
Cette exigence supplémentaire a fait dire à certains politologues que la formule de modification n'est plus « 7 / 50 » (7 provinces représentant 50 % de la population. Voir « Formule générale » ci-dessus). En fait, pour que la loi soit respectée, au moins 7 provinces doivent donner leur accord représentant 93 % de la population. Certaines personnes parlent donc de la formule « 7 / 93 ».

### Exigences supplémentaires dans certaines provinces
Avant de donner leur accord à une modification constitutionnelle, certaines provinces doivent tenir des référendums.

## Modifications effectuées
Depuis la fondation de la fédération canadienne en 1867, il y a eu plusieurs modifications de la Constitution. Nous ne mentionnons que les plus importantes.

### De 1867 à 1982
De 1867 à 1982, le Parlement du Royaume-Uni était responsable de modifier la majeure partie de la Constitution du Canada. Il a notamment permis au Parlement du Canada de créer par lui-même de nouvelles provinces à même les territoires fédéraux,, lui a conféré la souveraineté en matière de politique externe par le Statut de Westminster, lui a donné le droit de légiférer sur l'assurance-emploi, et lui a permis de modifier sa constitution interne,.

### Depuis 1982
Depuis l'adoption des procédures de modification dans la Loi constitutionnelle de 1982, il y a eu dix-sept modifications constitutionnelles. Les plus importantes ont été la consécration de l'égalité du français et de l'anglais au Nouveau-Brunswick, et le renforcement de la protection des droits autochtones. Le Québec et Terre-Neuve ont aussi modifié des dispositions de la Constitution sur les écoles confessionnelles. À ces occasions, aucune consultation populaire pancanadienne n'a été tenue.
| Titre de la loi ou de la proclamation                                                                                       | But de la modification | Procédure utilisée           | Procédure utilisée          | Procédure utilisée                            | Procédure utilisée                                                | Procédure utilisée               | Notes                                                                                      |
| Titre de la loi ou de la proclamation                                                                                       | But de la modification | Procédure générale (art. 38) | Procédure unanime (art. 41) | Procédure des arrangements spéciaux (art. 43) | Procédure unilatérale fédérale (art. 44) ou provinciale (art. 45) | Contournement du Sénat (art. 47) | Notes                                                                                      |
| --- | --- | ---------------------------- | --------------------------- | --------------------------------------------- | ----------------------------------------------------------------- | -------------------------------- | ------------------------------------------------------------------------------------------ |
| Proclamation de 1983 modifiant la Constitution                                                                              | Protection des droits ancestraux dans la Constitution et convocation d'un conférence constitutionnelle | oui                          |                             |                                               |                                                                   |                                  | La proclamation a eu lieu à Ottawa le 21 juin 1984.                                        |
| Loi constitutionnelle de 1985                                                                                               | Modification de la formule pour déterminer la distribution des sièges à la Chambre des communes |                              |                             |                                               | oui                                                               |                                  | Modification abrogée en 2011                                                               |
| Modification constitutionnelle de 1987 (Loi sur Terre-Neuve)                                                                | Application du droit à l'éducation religieuse à l'église pentecôtiste à Terre-Neuve |                              |                             | oui                                           |                                                                   |                                  | Modification abrogée en 1998 pour la clause 17 seulement                                   |
| Modification constitutionnelle de 1993 (Nouveau-Brunswick)                                                                  | Ajout de l'article 16.1 de la Charte canadienne des droits et libertés qui proclame l'égalité des deux communautés linguistiques du Nouveau-Brunswick (francophone et anglophone). L'article leur garantie des institutions d'enseignements et culturelles distinctes. |                              |                             | oui                                           |                                                                   |                                  | Insertion de l'article 16.1 dans la Loi constitutionnelle de 1982                          |
| Modification constitutionnelle de 1994 (Île-du-Prince-Édouard)                                                              | Autorisation de construire le Pont de la Confédération pour remplacer les services de traversier vers l'Île-du-Prince-Édouard. |                              |                             | oui                                           |                                                                   |                                  |                                                                                            |
| Modification constitutionnelle de 1997 (Québec)                                                                             | Autorisation au Québec d'instaurer une organisation des écoles primaires et secondaires sur une base linguistique plutôt que religieuse. La modification a permis l'adoption de la Loi 118.                                                                            |                              |                             | oui                                           |                                                                   |                                  | Insertion de l'article 93A dans la Loi constitutionnelle de 1867                           |
| Modification constitutionnelle de 1997 (Loi sur Terre‑Neuve)                                                                | Autorisation à Terre-Neuve de remplacer l'éducation confessionnelle par un système scolaire laïc. |                              |                             | oui                                           |                                                                   | oui                              | Modification abrogée en 1998                                                               |
| Modification constitutionnelle de 1998 (Loi sur Terre‑Neuve)                                                                | Abolition du système scolaire confessionnel à Terre-Neuve, quant aux cours de religions. |                              |                             | oui                                           |                                                                   |                                  | Nouvelle clause 17 sur l'éducation                                                         |
| Loi constitutionnelle de 1999 (Nunavut)                                                                                     | Permit au nouveau territoire du Nunavut d'être représenté au Sénat du Canada. |                              |                             |                                               | oui                                                               |                                  | Nouveau paragraphe 51(2) dans la Loi constitutionnelle de 1867                             |
| Modification constitutionnelle de 2001 (Terre-Neuve-et-Labrador)                                                            | Changement du nom de Terre-Neuve pour Terre-Neuve-et-Labrador |                              |                             | oui                                           |                                                                   |                                  | Modification dans la Loi sur Terre-Neuve                                                   |
| Loi sur la représentation équitable                                                                                         | Modification des règles de révision du nombre de députés et de la représentation des provinces à la Chambre des communes |                              |                             |                                               | oui                                                               |                                  | Modification de la règle 2 du paragraphe 51(1) de la Loi constitutionnelle de 1867 en 2022 |
| Modification constitutionnelle de 2022 (Loi sur la Saskatchewan)                                                            | Abrogation rétroactive d'une exemption fiscale profitant au Chemin de fer Canadien Pacific prévue à l'article 24 de la Loi sur la Saskatchewan |                              |                             | oui                                           |                                                                   |                                  | Abrogation rétroactive au 29 août 1966 de l'article 24 de la Loi sur la Saskatchewan       |
| Loi sur la langue officielle et commune du Québec, le français                                                              | Insertion des articles 90Q.1 et 90Q.2 dans la Loi constitutionnelle de 1867 |                              |                             |                                               | oui                                                               |                                  |                                                                                            |
| Loi sur le maintien de la représentation des provinces à la Chambre des communes                                            | Modification de la règle 2 sur la révision du nombre de députés et de la représentation des provinces à la Chambre des communes |                              |                             |                                               | oui                                                               |                                  |                                                                                            |
| Loi visant à reconnaître le serment prévu par la Loi sur l'Assemblée nationale comme seul serment obligatoire pour y siéger | Abolition des obligations relatives à la prestation et à la souscription du serment d'allégeance au roi |                              |                             |                                               | oui                                                               |                                  | Insertion de l'article 128Q.1 dans la Loi constitutionnelle de 1867                        |

## Tentatives de modifications avortées
Après 1982, deux tentatives majeures de modifier la Constitution ont échoué : l'Accord du lac Meech (1987-1990) et l'Accord de Charlottetown (1992).
Le Québec n'ayant pas signé la Loi constitutionnelle de 1982, l'Accord du lac Meech visait à apporter des modifications à la Constitution afin d'obtenir l'accord du Québec à la Loi constitutionnelle de 1982. Élaboré en 1987, l'accord prévoyait cinq modifications : la reconnaissance du Québec comme une société distincte, de plus grands pouvoirs au Québec sur l'immigration, la limitation du pouvoir fédéral de dépenser, l'octroi d'un droit de veto pour les modifications constitutionnelles sur les institutions nationales et d'une pleine compensation financière en cas de retrait, et une participation à la nomination des juges québécois à la Cour suprême du Canada. Plusieurs de ces modifications nécessitaient l'accord unanime des provinces et du Parlement fédéral. Le Manitoba et Terre-Neuve n'ayant pas adopté l'accord à l'intérieur du délai de 3 ans prévu à la formule de modification, l'Accord du lac Meech n'est jamais entré en vigueur.
Par contre, si l'Accord du lac Meech avait été scindé en deux parties dès le départ, trois des cinq conditions du Québec, qui requièrent le consentement d'un minimum de sept provinces représentant au moins 50 % de la population canadienne, auraient été adoptées dès le 29 juin 1988, soit:
- la limitation du pouvoir fédéral de dépenser;
- la garantie de pouvoirs accrus du Québec en matière d'immigration;
- la reconnaissance explicite du Québec comme société distincte au sein du Canada.

Ainsi, le 29 juin 1988, la Chambre des communes sans le Sénat, qui n'avait pas de droit de veto, et les deux tiers des provinces dont la population confondue représente au moins cinquante pour cent de la population de toutes les provinces avaient ratifié cet accord.
Il en a été de même pour l'Accord de Charlottetown. Cet accord, conclu en 1992 à la suite d'intenses négociations constitutionnelles, comprenait une révision majeure de la Constitution canadienne. On y trouvait notamment une plus grande autonomie pour les peuples autochtones, quelques mesures de décentralisation de la fédération, une réforme du Sénat et du processus de nomination des juges à la Cour suprême du Canada, etc.. Cet accord a été rejeté par référendum par 54 % de la population.
Finalement, quelques autres modifications constitutionnelles ont été tentées sans succès par des députés ou des gouvernements. Elles visaient à ajouter la protection du droit à la propriété dans la Constitution, reformer le Sénat, reconnaître des droits au fœtus ou retirer la référence à Dieu dans la Loi constitutionnelle de 1982. Aucune d'entre elles n'a abouti.